# ГЕС Котапанджанг
ГЕС Котапанджанг (Kotapanjang) — гідроелектростанція в Індонезії на острові Суматра. Використовує ресурс із річки Кампар, яка дренує східний схил вододільного хребта Букіт-Барісан та впадає до Малаккської протоки, яка з'єднує Андаманське та Південнокитайське моря.
У межах проекту річку перекрили бетонною гравітаційною греблею висотою 58 метрів та довжиною 258 метрів, яка потребувала 330 тис. м3 матеріалу. Вона утримує водосховище з площею поверхні 124 км2, корисним об'ємом 1040 млн м3 та припустимим коливанням рівня поверхні в операційному режимі між позначками 73,5 та 85 метрів НРМ.
Через водоводи довжиною по 87 метрів та діаметром по 5 метрів ресурс подається до пригреблевого машинного залу, обладнаного трьома турбінами типу Каплан потужністю по 39,4 МВт. При напорі у 38 метрів це обладнання повинне забезпечувати виробництво 542 млн кВт-год електроенергії на рік.
Видача продукції відбувається по ЛЕП, розрахованій на напругу 150 кВ.